# Chiesa della Candelora (Reggio Calabria)
La chiesa di Santa Maria della Candelora o chiesa della Purificazione (comunemente detta "la Candelora"), è una chiesa di Reggio Calabria che sorge all'incrocio della via Aschenez con la via Domenico Romeo.

## Storia
La sua comunità è tra le più antiche della città, appare nel 1567 nella platea della mensa arcivescovile, ma la sua esistenza si fa risalire al XIV secolo, quando nell'arcidiocesi di Reggio Calabria esistevano cinque parrocchie dedicate a Santa Maria.
Originariamente sotto il patronato dei Consolino passò sotto quello dei conti Filocamo.
La parrocchia era una delle più popolose (1.600 fedeli contro una media di 500) e l'arcivescovo D'Afflitto l'11 ottobre 1596 decise di annettere alla Candelora anche Santa Maria di Pesdoglioso, un'altra chiesetta che sorgeva in via Aschenez nella zona dove oggi si trova l'asilo Genoese.
Alla fine del XVI secolo la chiesa della Candelora era la più frequentata della città, nonostante l'edificio fosse abbastanza piccolo, per questo motivo mons. D'Afflitto trasferì nel 1631 la parrocchia alla chiesa di Sant'Andrea che ebbe questo nome fino al 1688, anno in cui grazie al ricorso inoltrato dalla famiglia Filocamo alla Santa Rota, che permise alla chiesa di riavere l'attuale nome.

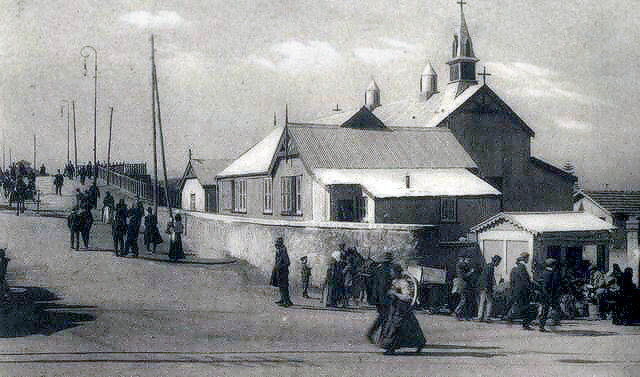
La vecchia "chiesa-baracca" in un'antica cartolina

Solo dopo il terremoto del 1908 viene affrontato il problema di una migliore sistemazione del luogo di culto, che nel 1910 era ospitato da una chiesa baracca su un argine del torrente Santa Lucia (l'attuale via Domenico Romeo).
Dal 1921 fino al 1940 fu parroco della chiesa della Candelora il santo reggino Gaetano Catanoso.
La Chiesa baracca fu distrutta da un incendio nella notte del 14 febbraio 1946 e sullo stesso sito fu costruita l'attuale chiesa, consacrata da mons. Ferro il 12 marzo 1960.
Per quattordici anni la comunità fu ospitata nel salone delle Suore di carità dell'Istituto San Pio X, oggi sede del Conservatorio Francesco Cilea, secondo alcuni racconti il parroco, don Pasquale Catanoso, riuscì a salvare la pisside con le ostie consacrate.